# Annekatrin Lillie
Annekatrin Lillie (* 9. April 1986 in Gifhorn) ist eine deutsche Badmintonspielerin.

## Karriere
Annekatrin Lillie entwickelte sich kontinuierlich von einer Nachwuchsmeisterin zur deutschen Meisterin der Erwachsenen und zur Nationalspielerin. 2006 gewann sie mit Bronze im Mixed und im Damendoppel ihre ersten Medaillen bei den Titelkämpfen der Erwachsenen. 2009 erkämpfte sie sich dann ihren ersten deutschen Meistertitel im Mixed. International siegte sie unter anderem in Schottland, Norwegen, Bulgarien und Finnland.

## Partner
Annekatrin Lillie hat bei internationalen Veranstaltungen mit folgenden Partnern in den Doppeldisziplinen gespielt.

### Gemischtes Doppel
| Name          | Nationalität | Jahr(e)   |
| ------------- | ------------ | --------- |
| Tim Dettmann  | Deutschland  | 2006      |
| Michael Fuchs | Deutschland  | 2009–2010 |

### Damendoppel
| Name                | Nationalität | Jahr(e)   |
| ------------------- | ------------ | --------- |
| Johanna Goliszewski | Deutschland  | 2009–2010 |
| Birgit Michels      | Deutschland  | 2009–2010 |

## Sportliche Erfolge
| Saison    | Veranstaltung                          | Disziplin   | Platz | Name |
| --------- | -------------------------------------- | ----------- | ----- | --- |
| 2000/2001 | Deutsche Einzelmeisterschaft U15       | Damendoppel | 1     | Annekatrin Lillie / Sinje d’Heureuse (BV Gifhorn von 1968 / ASC Spandau) |
| 2000/2001 | Deutsche Einzelmeisterschaft U15       | Dameneinzel | 1     | Annekatrin Lillie (BV Gifhorn von 1968) |
| 2000/2001 | Deutsche Einzelmeisterschaft U15       | Mixed       | 1     | Jan Sören Schulz / Annekatrin Lillie (VfB Lübeck / BV Gifhorn von 1968) |
| 2001/2002 | Norddeutsche Meisterschaft U17         | Damendoppel | 1     | Annekatrin Lillie / Sinje d’Heureuse (NBV-Team Gifhorn / ASC Spandau) |
| 2001/2002 | Norddeutsche Meisterschaft U17         | Dameneinzel | 2     | Annekatrin Lillie (NBV-Team Gifhorn) |
| 2001/2002 | Deutsche Einzelmeisterschaft U17       | Dameneinzel | 2     | Annekatrin Lillie (BV Gifhorn) |
| 2001/2002 | Norddeutsche Meisterschaft U17         | Mixed       | 3     | Jan Sören Schulz / Annekatrin Lillie (VfB Lübeck / NBV-Team Gifhorn) |
| 2002/2003 | Deutsche Einzelmeisterschaft U17       | Mixed       | 1     | Jan Sören Schulz / Annekatrin Lillie (VfB Lübeck / BV Gifhorn) |
| 2002/2003 | Deutsche Einzelmeisterschaft U17       | Dameneinzel | 5     | Annekatrin Lillie (BV Gifhorn) |
| 2002/2003 | Deutsche Einzelmeisterschaft U17       | Damendoppel | 1     | Annekatrin Lillie / Cathrein Hückstädt (BV Gifhorn / SG Empor Brandenburger Tor) |
| 2003/2004 | Deutsche Einzelmeisterschaft U19       | Dameneinzel | 3     | Annekatrin Lillie (BV Gifhorn) |
| 2003/2004 | Deutsche Mannschaftsmeisterschaft U19  | Mannschaft  | 1     | BV Gifhorn (Martin Denecke, Robert Hinsche, Anne Behrends, Annekatrin Lillie, Guido Radecker, Alexander Ohk, Tim Kluczinski, Hannes Roffmann, Trainer Dirk Reichstein und Hans Werner Niesner) |
| 2003/2004 | Deutsche Einzelmeisterschaft U19       | Mixed       | 2     | Jan Sören Schulz / Annekatrin Lillie (VfB Lübeck / BV Gifhorn) |
| 2003/2004 | Deutsche Einzelmeisterschaft U19       | Damendoppel | 1     | Karin Schnaase / Annekatrin Lillie (SC Union 08 Lüdinghausen / BV Gifhorn) |
| 2004/2005 | Deutsche Einzelmeisterschaft U19       | Mixed       | 1     | Jan-Sören Schulz / Annekatrin Lillie (VfB Lübeck / BV Gifhorn) |
| 2004/2005 | Deutsche Einzelmeisterschaft U19       | Damendoppel | 1     | Annekatrin Lillie / Johanna Goliszewski (BV Gifhorn / 1. BV Maintal) |
| 2004/2005 | Deutsche Einzelmeisterschaft U22       | Mixed       | 1     | Jan-Sören Schulz / Annekatrin Lillie (VfB Lübeck / BV Gifhorn) |
| 2004/2005 | Deutsche Mannschaftsmeisterschaft U19  | Mannschaft  | 2     | BV Gifhorn (Hannes Roffmann, Robert Hinsche, Tim Kluczinski, Martin Denecke, Max Schichta, Anne Behrends, Annekatrin Lillie, Tessa Koschig)                                                    |
| 2005/2006 | Deutsche Einzelmeisterschaft           | Mixed       | 3     | Tim Dettmann (SG EBT Berlin) / Annekatrin Lillie (VfB Lübeck) |
| 2005/2006 | Deutsche Einzelmeisterschaft U22       | Damendoppel | 2     | Gitte Köhler / Annekatrin Lillie (VfL 93 Hamburg / VfB Lübeck) |
| 2006      | Bulgarian International                | Mixed       | 1     | Tim Dettmann / Annekatrin Lillie |
| 2006/2007 | Deutsche Einzelmeisterschaft           | Mixed       | 1     | Tim Dettmann (SG EBT Berlin) / Annekatrin Lillie (BW Wittorf) |
| 2006/2007 | Deutsche Einzelmeisterschaft U22       | Damendoppel | 1     | Annekatrin Lillie (BW Wittorf) / Astrid Hoffmann (BV Gifhorn) |
| 2006/2007 | Deutsche Einzelmeisterschaft U22       | Mixed       | 1     | Patrick Neubacher / Annekatrin Lillie (BW Wittorf) |
| 2007      | Türkei: Internationale Meisterschaften | Mixed       | 3     | Tim Dettmann / Annekatrin Lillie |
| 2007      | Finnish International                  | Mixed       | 1     | Tim Dettmann / Annekatrin Lillie |
| 2007/2008 | Deutsche Einzelmeisterschaft           | Damendoppel | 3     | Annekatrin Lillie (BW Wittorf) / Janet Köhler (SG EBT Berlin) |
| 2007/2008 | Deutsche Einzelmeisterschaft           | Mixed       | 3     | Tim Dettmann (SG EBT Berlin) / Annekatrin Lillie (BW Wittorf) |
| 2008      | Norwegian International                | Mixed       | 1     | Michael Fuchs / Annekatrin Lillie |
| 2008      | Scottish Open                          | Mixed       | 1     | Michael Fuchs / Annekatrin Lillie |
| 2008/2009 | Deutsche Einzelmeisterschaft           | Mixed       | 1     | Michael Fuchs (1. BC Bischmisheim) / Annekatrin Lillie (BW Wittorf) |
| 2008/2009 | Deutsche Einzelmeisterschaft           | Damendoppel | 2     | Janet Köhler (SG EBT Berlin) / Annekatrin Lillie (BW Wittorf) |